# Magyarország és Mexikó kapcsolatai
Magyarország és Mexikó kapcsolatai Magyarország és a Mexikói Egyesült Államok (spanyolul: Estados Unidos Mexicanos) közti kétoldalú, elsősorban diplomáciai de gazdasági és kulturális kapcsolatokat is jelenti. A két ország - vagyis az Osztrák–Magyar Monarchia és Mexikó - között I. Miksa mexikói császár uralkodásának (1863–1867) időszakában alakultak ki hivatalos kapcsolatok, melyek - már az önálló Magyarország vonatkozásában - a második világháború alatt megszakadtak. A mai diplomáciai kapcsolatok azok nagyköveti szintű újrafelvétele, azaz 1974. május 14. óta folyamatosak.

## Történelmi és politikai kapcsolatok

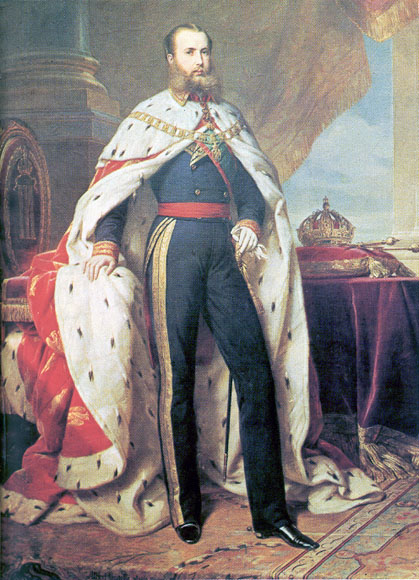
I. Miksa mexikói császár (spanyolul: Maximiliano I de México) portréja

1864-ben a Habsburg Birodalom és Mexikó diplomáciai szerződést kötöttek, nem függetlenül attól, hogy I. Ferenc József magyar király a Habsburg-ház, míg I. Miksa mexikói császár a Habsburg–Lotaringiai-ház leszármazottja volt. A kapcsolatok azonban épp az Osztrák–Magyar Monarchia megalakulásának évében, 1867-ben I. Miksa kivégzésével lényegében megszakadtak. 1901-ben a mexikói Santiago de Querétaróban engesztelőkápolnát avattak Miksának szentelve, ami jó alkalmat jelentett a magas szintű párbeszéd újraindítására. Ennek eredménye volt a Mexikóvárosban és Bécsben nyitott követség, illetve több tiszteletbeli konzul is működött, köztük az 1903-ban Bánó Jenő Budapesten.
Az 1901-es kapcsolatfelvétel és a képviseletek megnyitásának oka elsősorban gazdasági érdekek mentén keresendő, de tulajdonképpen a tényleges turisztikai és üzleti forgalomhoz képest túlreprezentált volt. A képviselet utolsó bécsi követe, Miguel Covarrubias 1917-ben hunyt el, az első világháború eseményei miatt Mexikó már nem is küldött új követet, az ügyek vitelét a berlini követségre bízta. Ugyanakkor a budapesti tiszteletbeli konzulátus folyamatosan működött, évekig betöltve az egyetlen hivatalos kapocs szerepét a két ország viszonyában. 1925-ben nyitott Magyarország Mexikóvárosban tiszteletbeli konzulátust, majd egy évvel később Veracruzban tiszteletbeli alkonzulátust, és ugyanabban az évben Magyarország washingtoni követsége vezetőjét, Széchenyi Lászlót akkreditálták Mexikóba. Mexikó sem nyitott követséget Magyarországon, de római követét akkreditálta hazánkban. Ebben az időszakban a magyarok érdeklődését e latin-amerikai országra Passuth László irányította Esőisten siratja Mexikót című történelmi regényének 1939-es megjelenésével.
A diplomáciai kapcsolatok 1920-as években való ismételt felvétele elsősorban a Mexikóban élő magyaroknak jelentett könnyebbséget, hiszen így a konzulátusok segítségét igénybevéve tudtak útlevelet intézni, végrendelkezni, és úgy általában a Magyarországgal kapcsolatos hivatalos ügyeiket helyben intézni. 1941. december 12-én beállt a hadiállapot Magyarország és az Amerikai Egyesült Államok között, így a diplomáciai kapcsolatok Mexikóval is megszűntek - a két ország kapcsolatának első időszaka ezzel lezárult. Bár mindkét oldalon sok diplomata megfordult a képviseleteken, ketten végeztek igazán maradandó munkát: Cornelius Gertz Magyarország mexikóvárosi tiszteletbeli konzuljaként gazdasági és kulturális téren volt katalizátora sőt támogatója a két ország kapcsolatának és a mexikói magyarságnak. Sömjén Géza Mexikó budapesti tiszteletbeli konzulja 17 évig töltötte be pozícióját, elsősorban politikai téren tudott maradandót alkotni.
Az 1941 és 1974 közötti időszakban a két ország között említésre méltó közvetlen kapcsolat nem volt, ugyanakkor 1956 februárjában Mexikó - varsói követségén keresztül - jelezte, hogy szívesen létesítene diplomáciai kapcsolatot népi demokratikus országokkal. Ezt az ajánlatot ugyan a Magyar Külügyminisztérium napirenden tartotta az 1956-os forradalom után is, ez azonban - hosszas előkészítő munka után - csak 1974. május 14-én történt meg nagyköveti szinten. Míg Magyarország már ekkor megnyitotta mexikóvárosi nagykövetségét, Mexikó kezdetben bécsi nagykövetét akkreditálta Budapesten, a magyarországi nagykövetség csak 1976. szeptember 30-án nyílt meg.
1977-ben már Mexikóba látogatott Lázár György, a minisztertanács elnöke, 1990-ben pedig Magyarországon járt hivatalos látogatáson Fernando Solana Mexikó külügyminisztere. Néhány további külügyminiszteri szintű találkozót követően 2001 novemberében Orbán Viktor a kereszténydemokrata pártok vezetőinek találkozóján járt Mexikóban, majd 2004 májusában Vicente Fox Quesada találkozott mások mellett Mádl Ferenccel Magyarországon.

### A magyar emigráció

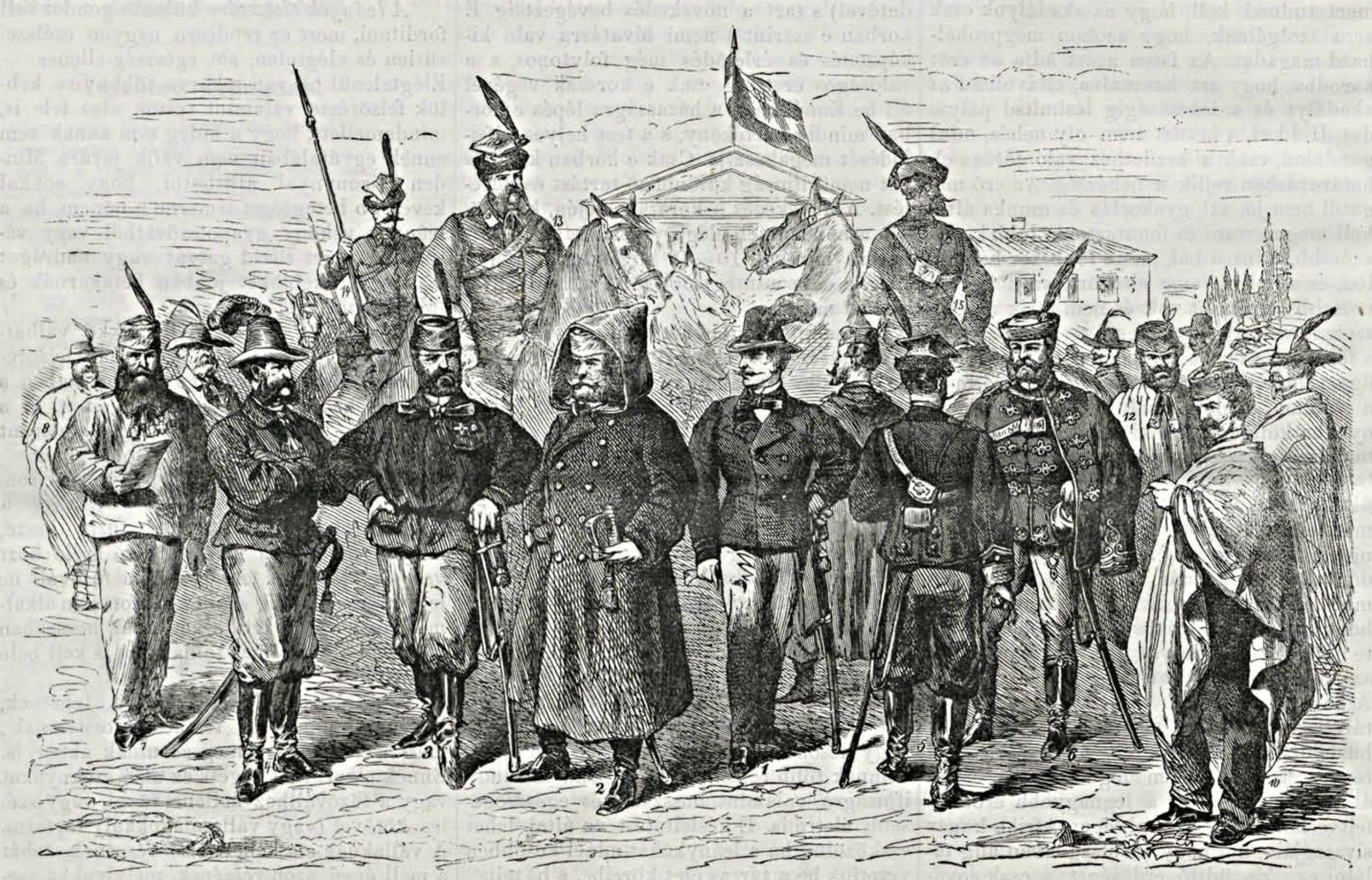
Magyar, lengyel és osztrák önkéntesek Mexikóban a Vasárnapi Ujság egy 1964-ben megjelent számában

Az utóbb elbukott 1846-1848 között zajló mexikói–amerikai háború és az 1848–49-es forradalom és szabadságharc között a korabeli sajtó gyakorta párhuzamot vont: egy kis ország küzdelme az elnyomóval szemben. A mexikóiak oldalán magyarok is küzdöttek (Chorobiny Rudolf), majd a háború lezártát követően a mexikói kormány kolonizációs programot hirdetett, melynek során bevándorlókat vártak az országba. Ugyan a mexikói sajtó 12 ezer magyar szabadságharcos menekült befogadásának a szándékáról tudósított, nincs bizonyíték arra, hogy valóban ilyen nagy számban érkeztek volna magyarok Mexikóba, ám Xantus János saját elmondása szerint 1850 körüli amerikai útja során több betelepítési ügyben is eljárt valamilyen módon.
A századforduló időszaka az a korszak, amikor valamivel több magyar érkezett Mexikóba. Nagyobb hullámban azonban kicsit később, az első világháborút követő, munkaerőhiányos időszakban érkeztek kivándorlók Kelet-Közép-Európából. Pontos számukra nincs adat, mivel szigorúbb bevándorlási szabályok csak az 1920-as évek közepétől léptek életbe. Feltehető, hogy sokan nem szabályos úton érkeztek és a későbbi regisztrációt is elkerülték. A helyzet fonáksága, hogy sok roma érkezett Mexikóba, akik ugyan még a monarchiában születtek, de magyarként ismerték meg őket, ezért Mexikóban a mai napig a magyarokat (húngaros) cigánynak, a cigányokat magyarnak is nevezik. Ma is élő szólás a vive como húngaro, vagyis "úgy él, mint egy magyar", amivel elsősorban az egyik helyről a másikra vándorló, nomád életet élő személyeket illetik. Ezt a borús képet majd csak az 1950-es, 1960-as évek magyar labdarúgósikerei árnyalják. Az 1920-as évekre már volt magyar egyesület (Mexicoi Magyar Segítő Egyesület) és már a századfordulón létezett magyar nyelvű újság is (Mexicoi Magyar Újság).

## Kulturális kapcsolatok

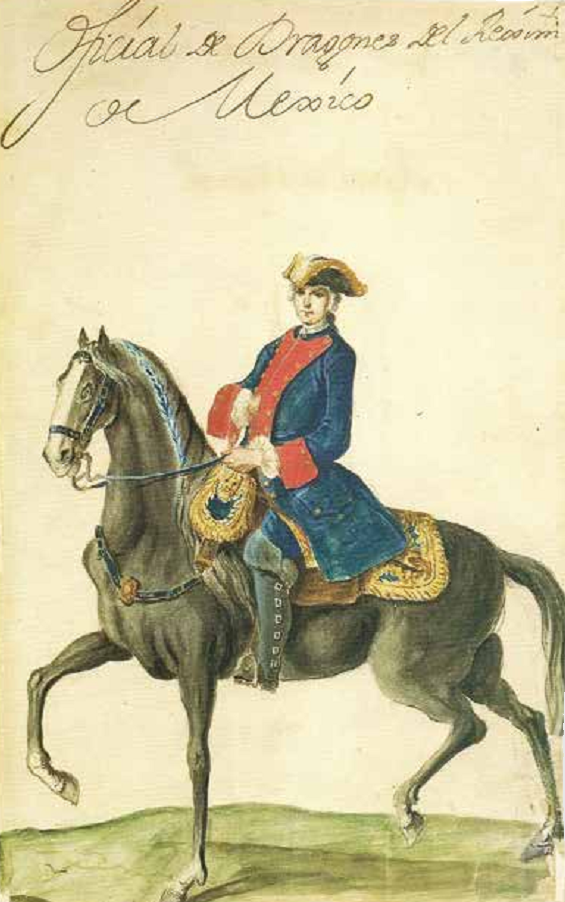
Guillermo Dupaix-t ábrázoló 18. századi festmény részlete

A legrégebbi, magyar szemtanú által írt feljegyzések Mexikóból 1728-ban jelentek meg nyomtatásban. Lejegyzőjük Rátkay János magyar jezsuita hittérítő, aki 1684-ben hunyt el tarahumara indiánok között, az akkori Új-Spanyolország alkirályságban. Szintén a 18. században élt Koncság Nándor hittérítő, aki a Jézus Társasága szerzetesrend vizitátoraként beutazta Mexikó indiánok lakta vidékeit, Kaliforniáról készített térképe volt az első, mely azt nem szigetként, hanem helyesen félszigetként ábrázolja, és fennmaradt naplója számos adalékkal gazdagította a korszakra vonatkozó ismereteket.
A kulturális kapcsolatok kezdetét maguk a mexikóiak teszik 1807-re, bár ennek magyarázata már-már legendisztikus. Egy bizonyos Guillermo Dupaix nevű francia nemes - akit abban a korban magyar születésűnek véltek és magyarként is könyvelték el, noha valójában a belgiumi Vielsalmban született - a spanyol gyarmati korszak végén IV. Károly spanyol király megbízásából a Yucatán-félsziget és a Tehuantepeci-földszoros környékén utazva összeírta a maja romokat. Az 1805-7 között készült felmérések kevésbé a tudományos igényességük miatt értékesek, hanem mert ráirányították a világ figyelmét az ősi civilizáció Mexikóban található örökségére. A születésének helyét övező félreértések miatt azonban Dupaix-t sokáig még a nemzetközi szakirodalomban is magyar utazóként tartották számon, a magyar-mexikói kapcsolatokban pedig még e félreértés tisztázódása után is helyet kapott.
Jelentős kulturális kapcsot jelent a két ország között Maróti Géza építész, iparművész mexikói munkássága. Maróti tervezte 1900-ban a Velencei Építészeti Biennálé magyar pavilonját (ami csak 1909-re épült fel), és ennek a munkájának a hatására hívták meg a Mexikói Opera és Nemzeti Színház belsőépítészeti, díszítőszobrászati munkáinak elvégzésére. Ugyan az építkezés csak 1939-ben fejeződött be, és végül nem színház lett belőle, hanem Szépművészeti Palota néven múzeum, máig láthatók benne a magyar művész alkotásai.
2014-ben mind a mexikói mind a magyar szervek megemlékeztek a két ország közti diplomáciai kapcsolatok felvételének 40. évfordulójáról.

## Gazdasági kapcsolatok
A latin-amerikai országok közül Magyarország Brazília utáni második legfontosabb gazdasági partnere Mexikó. 2004-ben a magyar kivitel 120 millió, a behozatal 57,3 millió dollárt tett ki, míg bő tíz évvel később 2015-ben a magyar export 588 millió, az import 208 millió dolláros volt, a kereskedelem tehát Magyarország számára pozitív egyenlegű. 
Mexikó társult tagsági és stratégiai partneri szerződést kötött az Európai Unióval, 2000 óta szabadkereskedelmi egyezmény él az ország és a szervezet között. Számos megállapodás van érvényben Magyarország és Mexikó között, így állategészségügyi (1991), turisztikai (1992, 2014), műszaki-tudományos (1992) gazdasági együttműködési  (2008) és a kettős adózás elkerüléséről szóló egyezmény (2012) is. 
Jelentősebb magyar vállalatok mexikói jelenléte 2015-ben: Richter Gedeon Nyrt., Graphisoft, Prezi. Mexikó pedig 2009-ben az ottani IBM, General Motors és Opel gyárak révén vesz ki jelentős részt a két ország közti kereskedelemben.

## Külképviseletek[12]

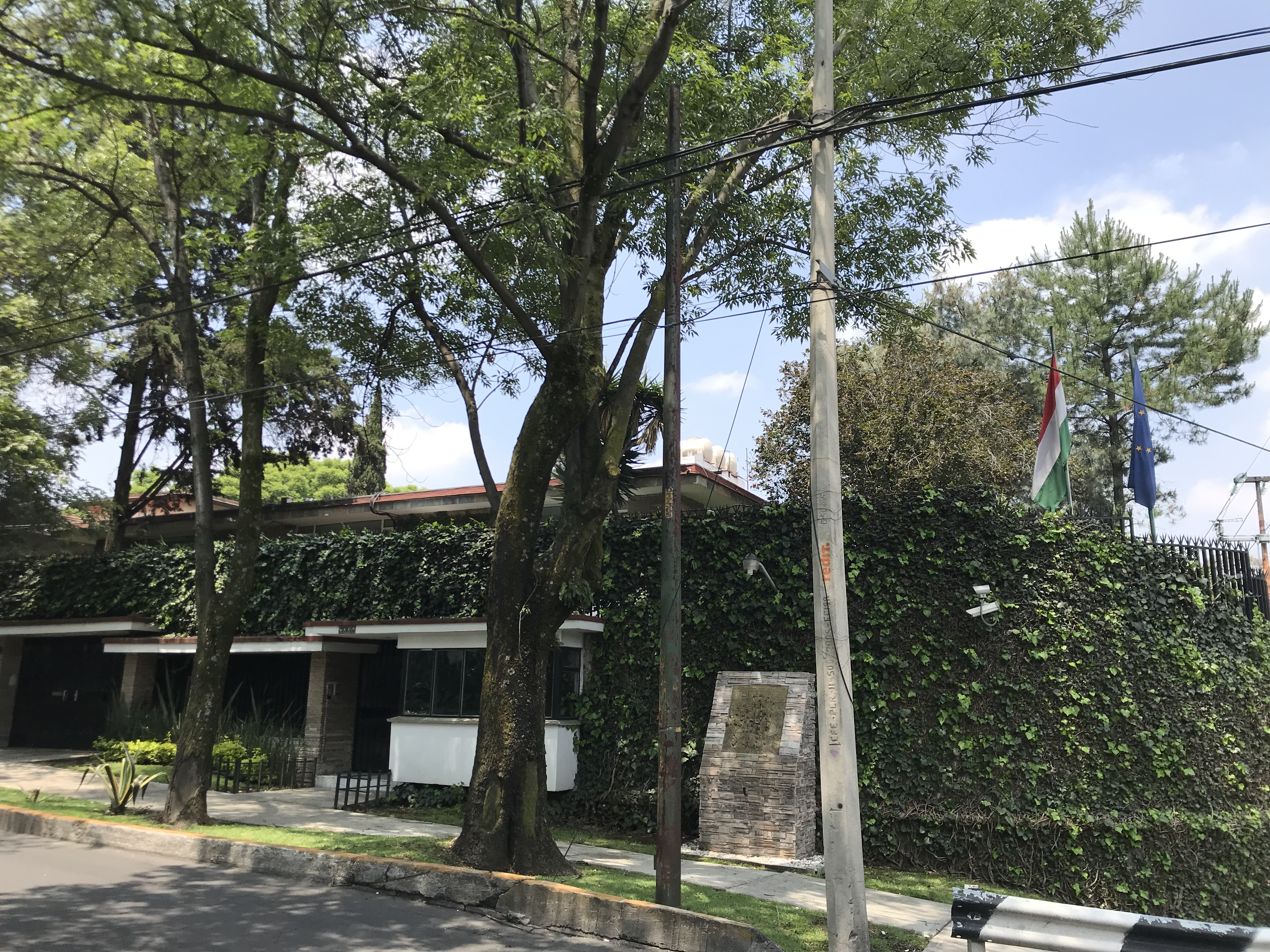
Magyarország mexikóvárosi nagykövetsége
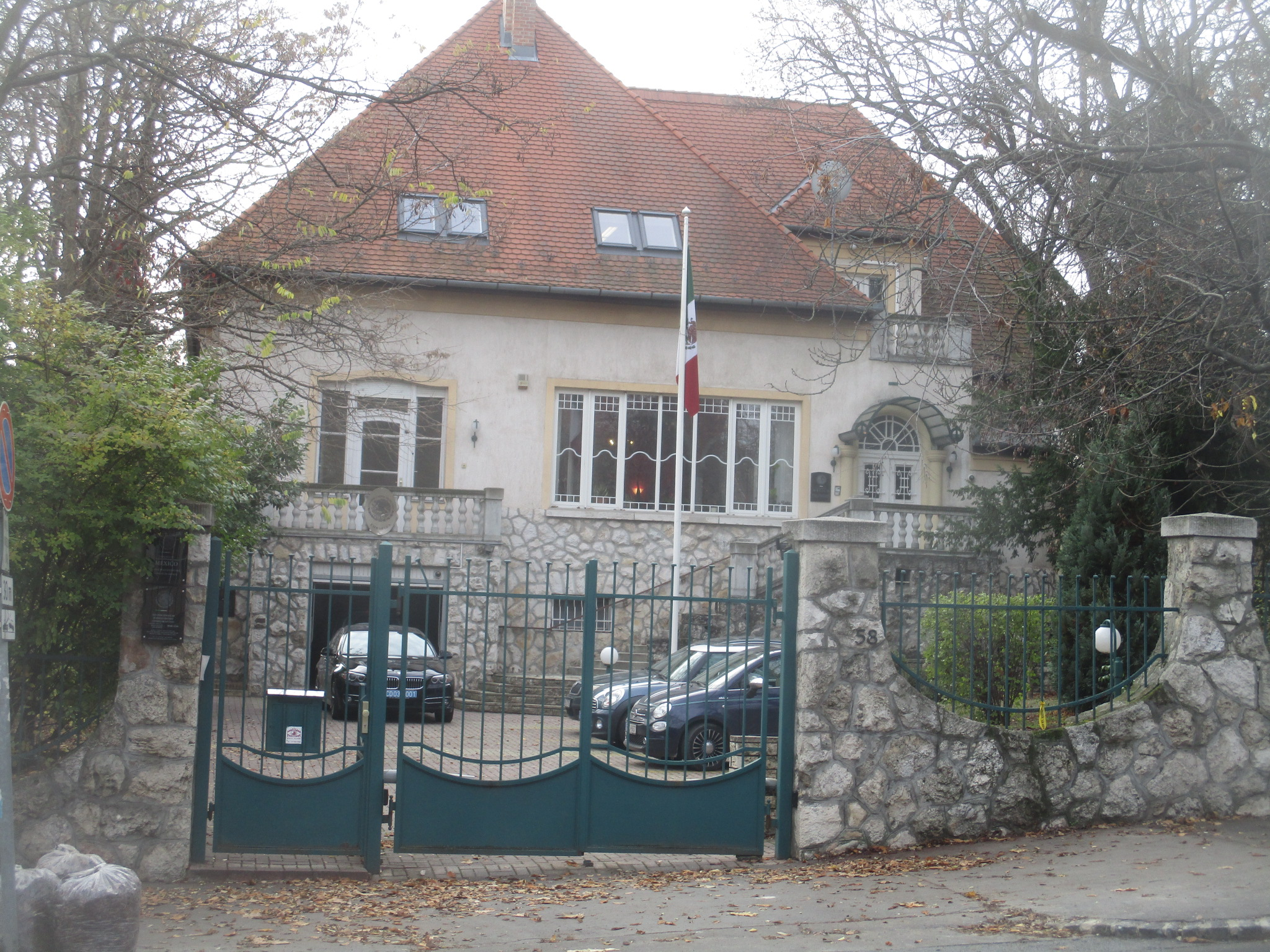
tiszteletbeli konzulátusok:
  - Cancún
  - Chihuahua
  - Guadalajara
  - Monterrey

- Mexikó budapesti nagykövetsége

- Magyarország mexikóvárosi nagykövetsége
- Mexikó budapesti nagykövetsége

## Külső hivatkozások
- Mexikói-magyar lexikon Archiválva 2022. július 3-i dátummal a Wayback Machine-ben